# Марьєнков Ігор Валерійович
Ігор Валерійович Марьєнков (рос. Марьенков Игорь Валерьевич; 9 травня 1975, Лабінськ — 16 червня 2016, Касумкент) — російський офіцер, підполковник ФСБ. Герой Російської Федерації (посмертно).

## Біографія
Закінчив середню школу в Лабінську 1992 року зі срібною медаллю. З юнацьких років мріяв про військову службу, займався карате кіокушинкай. Пізніше, 1996 року, став майстром спорту з рукопашного бою.
1992 року вступив на військову службу, успішно склавши вступні іспити до Голіцинського військового інституту Прикордонних військ. Закінчив його у 1996 році. З 1996 по 2000 роки служив у Назранівському прикордонному загоні біля Республіки Інгушетія на посаді начальника окремої групи спеціальної розвідки загону. У 2000 році звільнений у запас.
Жив у Лабінську, працював у дитячо-юнацькій спортивній школі єдиноборств.
З липня 2006 року — на службі у Федеральній службі безпеки Російської Федерації, служив у 2-му відділі Управління «А» (Альфа) Центру спеціального призначення ФСБ Росії. Пізніше був переведений до 5-го відділу того ж управління. З 2014 року — начальник 1-го відділення 5-го відділу ЦСН ФСБ Росії.
Неодноразово залучався до боротьби з національно-визвольними рухами Північного Кавказу. Ліквідований 16 червня 2016 року разом з чотирма бійцями ОМОНу дагестанськими повстанцями біля села Касумкент.
Похований на Ніколо-Архангельському кладовищі Москви.

## Нагороди
- Герой Російської Федерації (звання присвоєно Указом Президента Російської Федерації у липні 2016 року «за мужність та героїзм, виявлені під час виконання спеціального завдання», посмертно).
- два ордени Мужності
- медаль «За доблесть» із зображенням срібного хреста та мечів (ФСБ Росії)